# Nii Ashitey Nsotse
Nii Ashitey Nsotse (* 19. April 1955 bei Accra, Ghana) ist ein ghanaischer Musiker und Trommellehrer. Er lebt in Wiesloch.

## Biografie
Durch seine Familie kam Nii Ashitey schon früh in Berührung mit traditioneller Musik, sein Vater brachte ihm bereits mit zehn Jahren das Trommeln bei. Ashitey beschloss, sich am National Folcloristic Company Arts Councel of Ghana zum Berufsmusiker ausbilden zu lassen. Ashitey studierte dort Musik, Trommeln und Tanz sowie Trommelbau. Er schloss seine Ausbildung mit dem Titel National Drummer ab, mittlerweile trägt der Musiker den Titel Master Drummer. Nii Ashitey war Mitglied der National Folkloric Company, die Ghana bei den Commonwealth Games in Kanada repräsentierte und ist Mitbegründer des ghanaischen Musikfestivals Nafac-Festival. Als Musiker, solo und mit seiner Band Nokoko, der er 1972 beitrat, führte ihn sein Weg auch über die Landesgrenzen hinaus, unter anderem nach Nigeria, Togo und Benin. 1983 kam er nach Deutschland, um hier Trommel- und Tanzworkshops anzubieten. 1985 ging die Band Nokoko auf ihre erste Europa-Tournee. Seit 1986 entstanden zusammen mit der Gruppe Nokoko Yé (Umbenennung) drei Studioalben. Das erfolgreichste Album davon ist wohl Bushtaxi from Bamako to Accra, das 2001 veröffentlicht wurde (ft. Kassoum Traoré) und mit ungewöhnlicher Instrumentierung punktet.